# BD+20°1790 b
BD+20°1790 b es un planeta extrasolar que orbita la estrella de tipo K BD+20°1790, localizado aproximadamente a 84 años luz, en la constelación de Géminis.Este planeta tiene al menos un 6,5 veces la masa de Júpiter y tarda 7,78 días en completar su periodo orbital, con un semieje mayor de 0,066 UA, por lo que es un Júpiter caliente. Fue descubierto el 17 de diciembre de 2009 usando el método de la velocidad radial.